# آلن بانکس
آلن بانکس (انگلیسی: Alan Banks؛ زادهٔ ۵ اکتبر ۱۹۳۸) بازیکن فوتبال اهل بریتانیا است.
از باشگاه‌هایی که در آن بازی کرده‌است می‌توان به باشگاه فوتبال لیورپول، باشگاه فوتبال اکستر سیتی، و باشگاه فوتبال پلیموث آرگیل، باشگاه فوتبال اکستر سیتی، و باشگاه فوتبال پول تاون اشاره کرد.